# ۱۱۶۰ (قمری)
۱۱۶۰ (قمری)، هزار و صد و شصتمین سال در گاهشماری هجری قمری است. اول محرم این سال برابر با سیزدهم ژانویه سال ۱۷۴۷ میلادی است.

## درگذشتگان
- ۱۱ جمادی‌الثانی - قتل نادر شاه در قوچان در بامداد یکشنبه ۲۸ خرداد ۱۱۲۶[۱]
- رضاقلی میرزا : فرزند ارشد نادر شاه افشار.